# یوژف بیتنبیندر
یوژف بیتنبیندر (به مجاری: József Bittenbinder) (زادهٔ ۳۱ دسامبر ۱۸۹۰) ژیمناست اهل کشور مجارستان است.